# Ben Segal

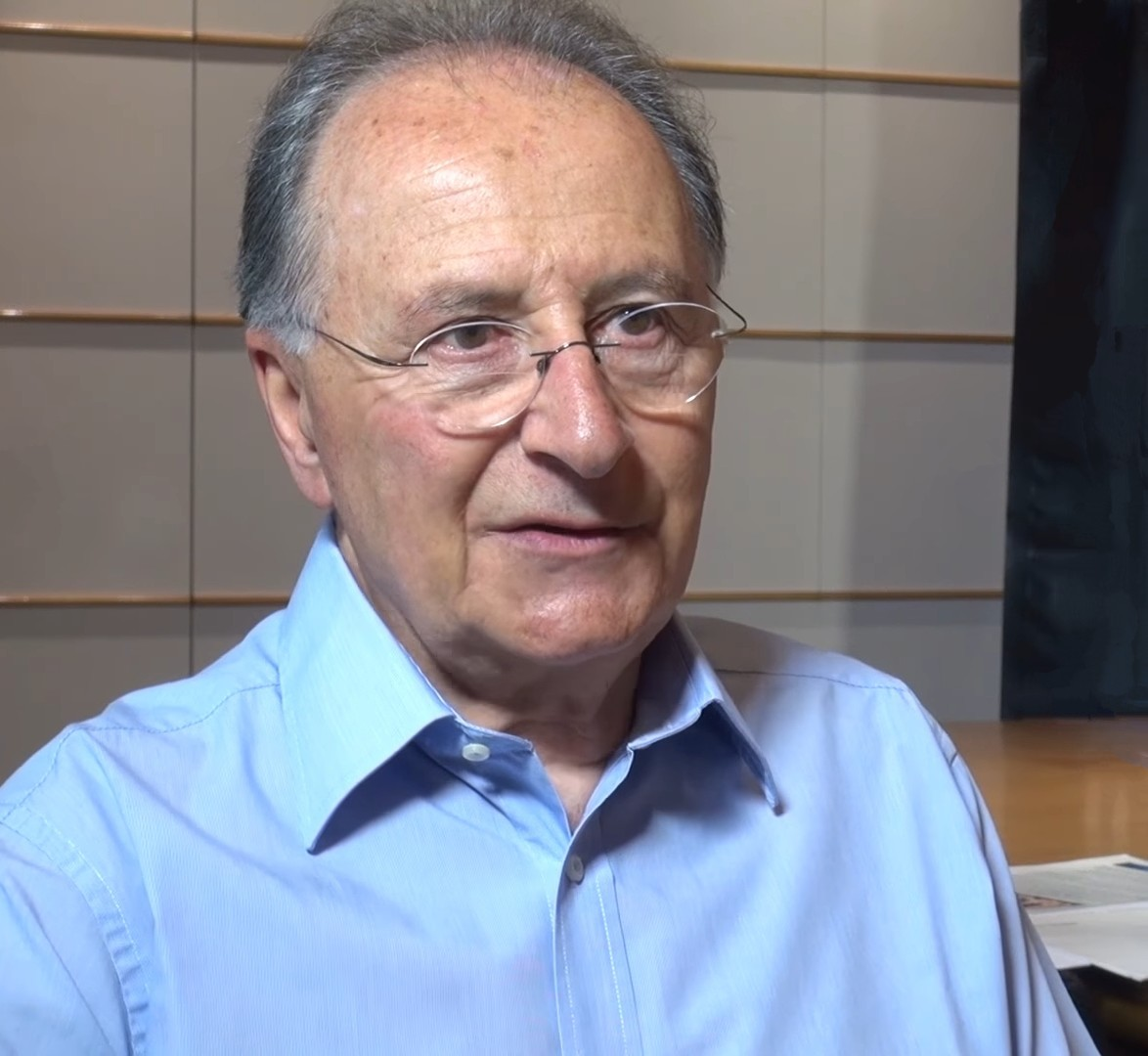
Ben Segal, 2014

Ben Segal ist ein Internetpionier mit britischer und Schweizer Nationalität.

## Biografie
Ben Segal erwarb seinen B. Sc. in Physik und Mathematik 1958 am Imperial College London. Nach einigen Jahren in der Entwicklung von Kernreaktoren des Typs Schneller Brüter promovierte er 1971 an der Stanford University. Anschließend begann er bei der Europäischen Organisation für Kernforschung (CERN) in Genf, wo er bis zu seiner Pensionierung 2002 arbeitete. Nach seiner Pensionierung blieb er Ehrenmitarbeiter des CERN und engagiert sich unter anderem im Bereich Volunteer-Computing.
Ab 1985 koordinierte Segal die Einführung der Internet-Protokolle am CERN. Für diese Arbeiten wurde er 2014 in die Internet Hall of Fame aufgenommen. Gegen Ende der 1980er Jahre war er maßgeblich am SHIFT-Projekt beteiligt, der Umstellung von Mainframes auf Unix-Cluster. Dafür erhielt CERN 2001 einen 21st Century Achievment Award des Computerworld Honors Program. Segal war auch an der Entwicklung des World Wide Web beteiligt; Tim Berners-Lee bezeichnete ihn als seinen Mentor.
Ben Segal ist mit der Bildhauerin Christiane Segal verheiratet. Er hat zwei Söhne, Adam (* 1969) und Nicolas Segal (* 1983).